# Кундер, Якоб Мартинович
Якоб (Яков) Мартинович Кундер (эст. Jakob Kunder; 7.8.1921, хутор Ляэнсмаа, Перновский уезд, Эстония; ныне в волости Тыстамаа уезда Пярнумаа, Эстония — 18.3.1945, станция Блидене, Салдусский район, Латвийская ССР, СССР; ныне в Салдусской волости Салдусского края, Курземе, Латвия) — участник Великой Отечественной войны, командир взвода 1-й стрелковой роты 300-го стрелкового полка (7-я стрелковая Эстонская Таллинская Краснознамённая дивизия, 42-я армия, 2-й Прибалтийский фронт), лейтенант. Закрыл своим телом амбразуру пулемёта.

## Биография
Родился 7 августа 1921 года на хуторе Ляэнсмаа в Эстонии в семье ремесленника. В раннем детстве остался без матери, жил в посёлке Саулепа (ныне в составе волости Аудру уезда Пярнумаа), там в 1936 году окончил 6 классов школы. В 1937 году вместе с отцом вернулся в Тыстамаа, работал в кузнице, в 1938 году переехал в Хаапсалу, работал пекарем. В 1940 году, после присоединения Эстонии к СССР вступил в ВЛКСМ и стал работать участковым в Пярнуском районном отделе милиции. Был ранен. 
После начала войны эвакуировался  в Челябинскую область, откуда Варненским РВК был призван в РККА и зачислен в состав формирующейся в Камышлове национальной эстонской 7-й стрелковой дивизии, где приступил к обязанностям командира отделения. Позднее был направлен на учёбу в Подольское пехотное училище, эвакуированное в Иваново, и с 30 апреля 1943 года, будучи назначенным командиром взвода, участвовал в боях. 19 сентября 1944 года отличился в ходе Таллинской наступательной операции, со своим взводом перерезав дорогу Тарту — Муствеэ, 22 сентября 1944 года был награждён орденом Красной Звезды. В ходе боёв в Эстонии был ранен. 
В ходе боёв с курляндской группировкой противника 7-я стрелковая дивизия наступала в районе Салдуса. 17 марта 1945 года перед 1-й стрелковой ротой была поставлена задача овладеть общежитием и затем железнодорожной станцией Блидене. В ночь на 18 марта 1945 года взвод под командованием лейтенанта Кундера ворвался в общежитие, оборудованное в виде опорного пункта, и закрепился там. Днём взвод пошёл в атаку на правом фланге роты. Продвижению советских войск мешал фланкирующий пулемётный огонь из дзота. Командир взвода, видя опасность, перебежками добрался до дзота и бросил гранату, которая разорвалась перед дзотом. Вторая граната разорвалась в дзоте, но через некоторое время пулемёт снова открыл огонь. Тогда лейтенант Кундер начал стрелять в амбразуру из пистолета, но был тяжело ранен. Будучи раненым, ползком подобрался к дзоту и закрыл телом амбразуру, при этом снова получил ранение и умер.

Приподняв голову, я увидел, как Якоб в нескольких шагах от дзота рухнул, но тут же медленно поднялся, полусогнувшись, сделал пару шагов, а потом грудью упал на амбразуру. Что было затем — трудно представить… Солдаты без команды в едином порыве ринулись в атаку, всё сметая на своем пути… Кто-то бросил в трубу дзота гранаты, рядовой Панцерман дал длинную очередь из ручного пулемёта в его амбразуру.— http://smolbattle.ru/lofiversion/index.php?t21408.html
Был похоронен в братской могиле на месте боя в районе станции Блидене. 
Указом Президиума Верховного Совета СССР от 15 мая 1946 года за образцовое выполнение боевых заданий командования на фронте борьбы с немецко-фашистским захватчиками и проявленные при этом мужество и героизм лейтенанту Кундеру Якобу Мартиновичу посмертно присвоено звание Героя Советского Союза. 
На месте подвига лейтенанта Кундера был в виде памятника восстановлен дзот, на здании отделения внутренних дел города Хаапсалу установлена мемориальная доска. Имя героя было присвоено школе, в которой учился Якоб Кундер, ещё более чем 10 школам Эстонской ССР и судну Министерства морского флота.

## Награды
- Герой Советского Союза (15.05.1946).
- Орден Ленина (15.05.1946).
- Орден Красной Звезды (22.09.1944).